# The Guard (film, 2014)
Pour les articles homonymes, voir The Guard.
Pour plus de détails, voir Fiche technique et Distribution.
The Guard (Camp X-Ray) est un film américain écrit et réalisé par Peter Sattler, sorti en 2014.
Le tournage de ce film, dont l'action se passe au camp temporaire X-Ray (en) de Guantanamo, ouvert de janvier 2002 au 29 avril 2002, a démarré le 15 juin 2013 à Los Angeles. Les principaux interprètes sont Kristen Stewart, Lane Garrison et Peyman Maadi.

## Synopsis
Une jeune soldate américaine (Kristen Stewart) se trouve en poste au camp de Guantánamo où elle se lie d'amitié avec un détenu musulman, Ali (joué par Peyman Maadi), qui est détenu depuis huit ans.

## Fiche technique
- Titre original : Camp X-Ray
- Titre français : The Guard
- Réalisation : Peter Sattler
- Scénario : Peter Satter
- Production : Ellen Goldsmith-Vein, Gina Kwon, Lindsay Williams et Sophia Lin
- Distribution : Condor Entertainment (France)
- Langue : anglais
- Genre : Drame et guerre
- Budget : 1 million de dollars
- Dates de sortie :
  - États-Unis : 17 janvier 2014 (Festival du film de Sundance 2014), 17 octobre 2014
  - France : 17 juin 2015 (VOD)[1] ;  25 juin 2015 (en DVD et Blu-ray)[2]

## Distribution
- Kristen Stewart (VF : Noémie Orphelin) : Amy Cole "Blondie"[3]
- Peyman Maadi : Ali[4]

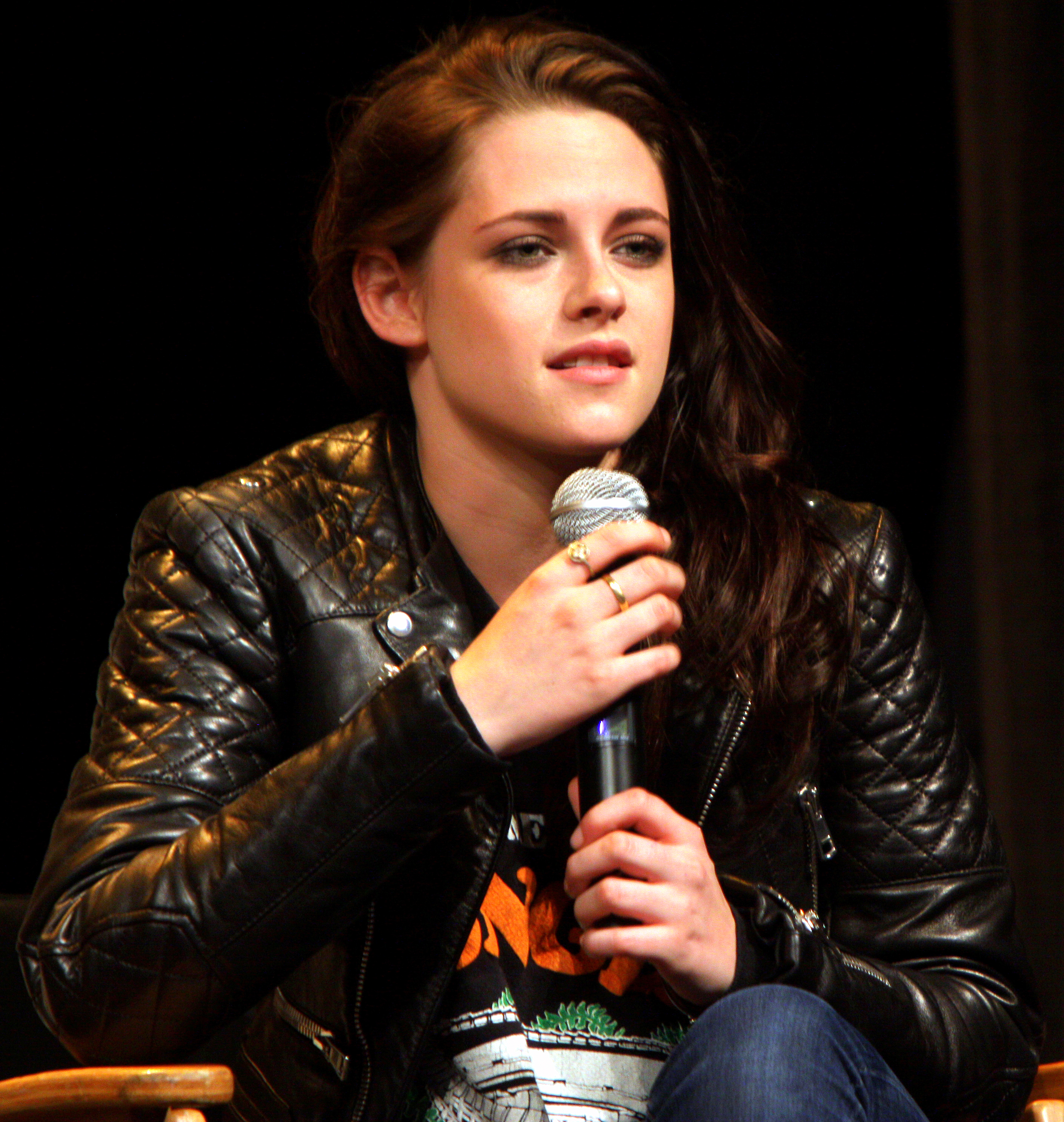
L'actrice principale au WonderCon 2012.

- John Carroll Lynch : Colonel Drummond
- Julia Duffy : Betty
- Tara Holt : Mary
- Lane Garrison : Randy
- Joseph Julian Soria : Rico
- Cory Michael Smith : Bergen
- Youssouf Azami : Ehan
- Marco Khan : Mahmoud
- Ser'Darius Blain : Jackson

## Distinctions

### Nominations et sélections
- Festival du film de Sundance 2014 : sélection « U.S. Dramatic Competition »